# A Stinson család (Így jártam anyátokkal)
A Stinson család az Így jártam anyátokkal című televízió-sorozat negyedik évadának tizenötödik epizódja. Eredetileg 2009. március 2-án vetítették, míg Magyarországon 2010. május 17-én.
Ebben az epizódban kiderül, hogy Barneynak van egy titkos élete, melyben megjátssza az anyja előtt, hogy házas és gyereke is van. Eközben Lily megvallja Marshallnak, mit is gondol az anyjáról. 

## Cselekmény
A bandának gyanús lesz, amikor egy alkalommal Barney nem akar felszedni egy nőt egy nyilvánvaló helyzetben. Elkezdenek gyanakodni, hogy biztosan titkolt kapcsolata van, ezért követni kezdik egy Staten Island-i házig, ahol nem egy másik nőt találnak, hanem az anyját, Lorettát. Majd ezután döbbenten látják, hogy Barneynak felesége (Betty) és fia (Tyler) van.
Mindannyian meg vannak döbbenve, látván a helyzetet, de amikor Loretta hallótávolságon kívülre megy, Barney bevallja a többieknek, hogy ők ketten színészek. Azért bérelte fel először Margaretet, hogy játssza el a menyasszonyát, amikor úgy volt, hogy Loretta hamarosan meghal, hogy békésen távozhasson. De Loretta varázslatos módon felépült, és innentől már folytatni kellett a színjátékot. Ezért bérelte fel Grantet is, hogy játssza el a fiát.
Ted bizalmas viszonyba kerül Margarettel a színészmesterség kapcsán, míg Grant Robinnal. Ahogy Marshall jobban megismeri Lorettát, megmondja Barneynak, hogy szerinte az anyja megérdemli, hogy megtudja az igazat. Azt is mondja, hogy a saját anyjára emlékezteti, mire Lily kimondja, hogy utálja az anyósát.
Egy kínos, előre megírt forgatókönyvű vacsora után Barney és a többiek rajtakapják Tedet, ahogy Margarettel csókolózik. De Barney így is szerepben marad, Ted pedig beszáll a játékba és maga is színészkedni kezd. Végül Barney kénytelen bevallani az igazat, amit az anyja meglepve vesz tudomásul. Mindazonáltal nyugodt, mert sosem szerette az őket játszó színészeket. Loretta elmondja a fiának, hogy valamikor ő is hasonló életet élt, mint most ő, de szeretné, ha Barney boldog lenne, és nem mondana nemet a boldogságra, ha az ott állna előtte.
A záró jelenetben Lily telefonon békül ki Marshall anyjával – amit Marshall nem tud, hogy a vonal végén igazából Ted és Margaret vannak.

## Kontinuitás
- Barney ismét azt állítja, hogy Bob Barker az apja.
- Betty emlékezteti Barneyt a koleszterinszintjére, amire az orvos figyelmeztette. Az orvos neve ugyanaz, mint akinek Barney magát adta ki a "Közbelépés" című részben.
- Barney a Karate kölyök főszereplőjének felrója azt is, hogy New Jerseyben született. A banda több részben ("Mi nem vagyunk idevalósiak", "Én szeretem New Jerseyt", "Boldogan élek") felemlegette, hogy nem szeretik a várost.
- Barney "A tej" című részben is színészeket bérelt fel.
- Loretta először jelenik meg a sorozatban.

## Jövőbeli visszautalások
- Barney az "Ajánlom magamat" című részben harmadik világbeli országnak nevezi New Jerseyt.
- Barney több film igazi főhősének nevezi meg a negatív karaktereket: pl. Johnny Lawrence a Karate kölyökből (mert tapasztaltabb volt), Hans Gruber a Die Hard-ból (mert drágán adta az életét), a Terminátor (mert ő volt a címszereplő), és Vernon igazgatóhelyettes a Nulladik órából (mert ő hordott egyedül öltönyt a filmben). Később is tartja ezt a tendenciát, különösen a Karate kölyök kapcsán.

## Érdekességek
- A Barney fiát játszó színész alakította a "Hogyan lopta el Lily a karácsonyt" című részben Stacy fiát is.
- "A görcs" című epizódban Loretta neve még Patty volt.
- Barney céloz arra, hogy a nyolcvanas években jobbak voltak a gyerekszínészek is. Neil Patrick Harris ő maga is az volt.
- Barney fiktív feleségének a neve Betty, ami mindkettejük esetében egy utalás Béni és Irma eredeti nevére a Flintstone család című sorozatból.

## Vendégszereplők
- Zachary Gordon - Grant
- Brooke D'Orsay - Margaret
- Frances Conroy - Loretta Stinson
- Angelo Diona - Ricky

## Zene
- Anya Marina - Vertigo